# Hadżdż Iskandar
Hadżdż Iskandar (arab. حاج إسكندر) – wieś w Syrii, w muhafazie Aleppo, w dystrykcie Afrin. W 2004 roku liczyła 391 mieszkańców.